# 필리프 캉델로로
필리프 캉델로로(Philippe Candeloro, 1972년 2월 17일~)은 프랑스의 피겨스케이팅 선수이다.

## 생애
필리프 캉델로로는 프랑스 쿠르브부아에서 4명의 자녀 중 막내로 태어났다. 그의 아버지 루이지는 석공이었으며, 필리프가 태어난지 몇년이 지난후 파리의 콜롬브 교외에 집을 지었다.
1979년에 그는 7세때 매주 아이스 스케이팅 수업을 받기 시작했다. 첫 수업일 동안 지도자 앙드레 브뤼네는 캉델로로의 잠재성을 언급하고, 그의 스케이팅 연습량을 늘리기 위해 그를 초청했다. 처음에는 마을의 하키 팀에 참가했지만, 그는 빠르게 피겨 스케이팅을 시작했다.

## 피겨 스케이팅 경력
그가 10세때, 프랑스 연맹은 그에게 파리의 명문 국립 교육원인 INSEP에서 장소를 제공했다. 캉델로로는 브뤼네와 함께 몰롬브에서 계속 교육하기로 결정하면서 이 초대장을 거부했다. 그는 16세의 나이로 학교를 중퇴해 전체 시간을 훈련에 전념했다.
16세때 캉델로로는 프랑스 연맹과 국제 스케이팅 사회에서 주목을 받았다. 그는 1988년 캘거리 동계 올림픽 폐막식에 참가하여 안무가인 나타샤 다바디와 함께 일하기 시작했다. 그의 1992년 알베르빌 동계 올림픽 출전 목표는 1991년 10월에 자신의 다리가 부러질때 빗나갔다.
캉델로로는 1994년 릴레함메르 동계 올림픽에서 동메달을 땄다.